# کراسنایا گورکا (شهرستان پینژسکی، استان آرخانگلسک)
کراسنایا گورکا (به لاتین: Krasnaya Gorka) یک منطقهٔ مسکونی در روسیه است که در استان آرخانگلسک واقع شده‌است.